# Pillaton (Staffordshire)
Pillaton – przysiółek w Anglii, w Staffordshire. Leży 10,2 km od miasta Stafford, 32,9 km od miasta Stoke-on-Trent i 191,2 km od Londynu. Pillaton jest wspomniana w Domesday Book (1086) jako Beddintone.